# Javier Pérez Andújar

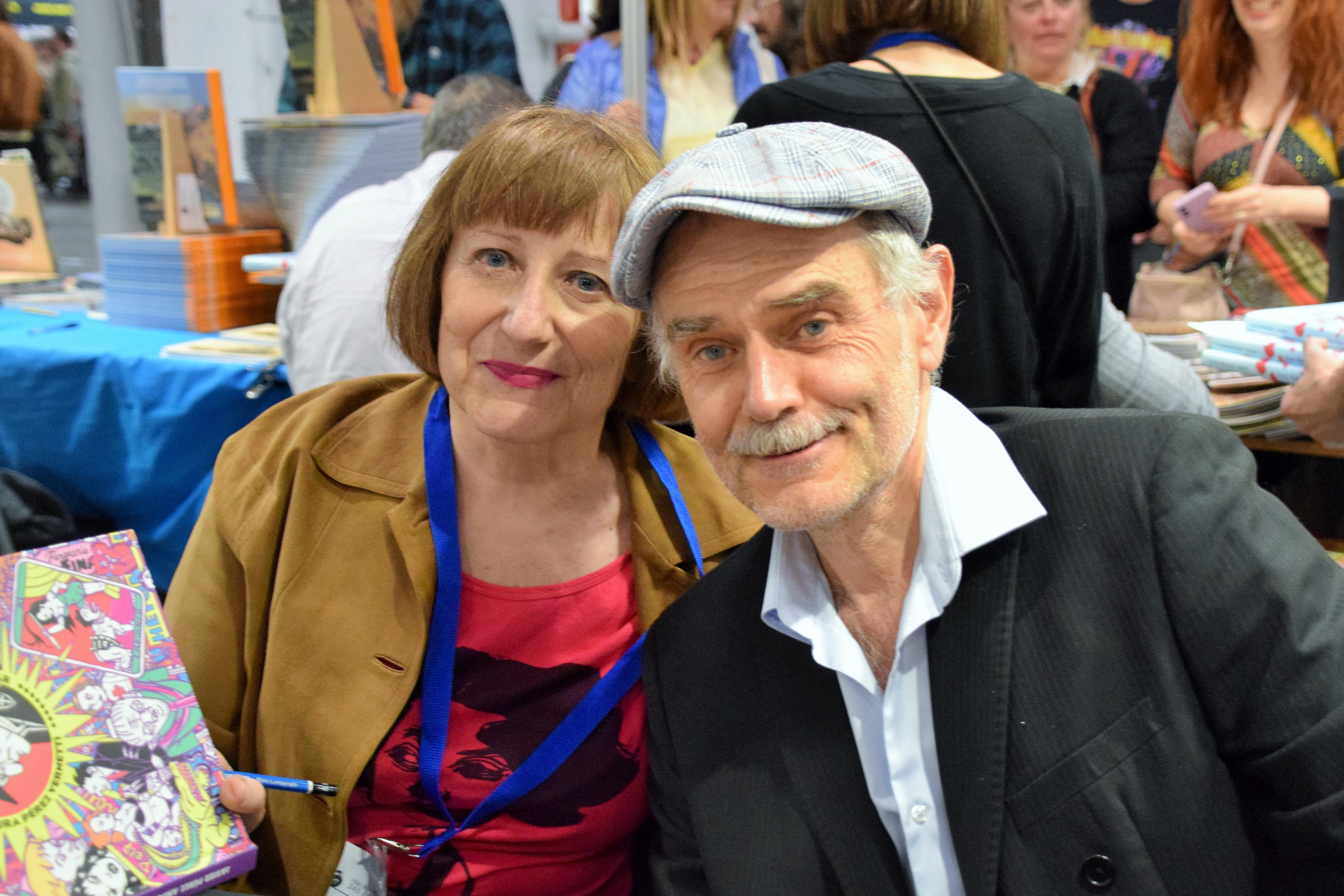
Pérez Andújar amb Laura Vernetti firmant exemplars de El designio al 42 Comic Barcelona (2024).

Javier Pérez Andújar (Sant Adrià de Besòs, 1965) és un escriptor català en castellà.
Llicenciat en filologia hispànica per la Universitat de Barcelona, és autor de les novel·les Los príncipes valientes (2007), una de les cinc obres finalistes del Premi de Novel·la Fundación Lara, i Todo lo que se llevó el diablo (2010), ha estat editor i autor dels pròlegs de les antologies fantàstiques Vosotros los que leéis aún estáis entre los vivos (2005) i La vida no vale nada (2008). Ha estat traductor del còmic Astèrix a la llengua castellana i ha participat en els programes literaris de televisió Saló de Lectura (Barcelona Televisió) i L'hora del lector de TV3. Ha estat redactor en cap de la revista Taifa i ha escrit articles pel fanzine Mondo Brutto. Actualment col·labora amb el diari El País i escriu setmanalment a la pàgina web El Butano Popular.
L'11 de febrer de 2014 fou guardonat amb el premi Ciutat de Barcelona. El jurat, format per Núria Ribó, Vicent Partal, Toni Puntí, Ignasi Aragay i Rosa Badia, va destacar de manera molt especial «el valor literari dels seus relats», que superen els límits administratius de la capital i que fan visible una realitat social «poc present als mitjans».
El 22 de setembre de 2016 pronuncià el pregó de les Festes de la Mercè, un acte que va estar precedit per la polèmica.

## Premis
- Premi Ciutat de Barcelona (2014).[8]
- Premi Herralde (2021) per la novel·la El año del Búfalo.[9]

## Obres
Assaig
- Catalanes todos. Las 15 visitas de Franco a Cataluña (Barcelona, La Tempestad, 2002). ISBN 978-84-7948-957-1.
- Salvador Dalí. A la conquista de lo irracional (Madrid, Algaba, 2003). ISBN 978-84-96107-13-7.
- Milagro en Barcelona con fotografías de Joan Guerrero Luque (Barcelona, Editorial Ariel, 2014). ISBN 978-84-3441-917-9.

Novel·la
- Los príncipes valientes (Barcelona, Tusquets - Andanzas CA 641, 2007). ISBN 978-84-672-3008-6.
- Todo lo que se llevó el diablo (Barcelona, Tusquets - Andanzas CA 735, 2010). ISBN 978-84-8383-273-8
- Paseos con mi madre (Barcelona, Tusquets - Andanzas 771, 2011). ISBN 978-84-8383-398-8
- Catalanes todos (Barcelona, Tusquets - Andanzas 771, 2014). ISBN 978-84-8383-877-8[10]
- Diccionario enciclopédico de la vieja escuela (Barcelona, Tusquets Editores, 2016). ISBN 9788490662991
- La noche fenomenal (Barcelona, Anagrama, 2019). ISBN 9788433998712
- El año del Búfalo (Barcelona, Anagrama, 2021). ISBN 9788433999375

Antologies d'altres autors
- Vosotros los que leéis aún estáis entre los muertos (Barcelona, Círculo de Lectores). ISBN 84-672-1567-4.
- La vida no vale nada (Barcelona, Círculo de Lectores, 2008). ISBN 978-84-672-3292-9.

Còmic
- El designio (Autsaider Cómic, 2024), amb Laura Pérez i Vernetti. ISBN 978-8412765229.